# Dasyboarmia hyperdasys
Dasyboarmia hyperdasys là một loài bướm đêm trong họ Geometridae.